# Aoplus groenlandicus
Aoplus groenlandicus är en stekelart som först beskrevs av William Lundbeck 1897.  Aoplus groenlandicus ingår i släktet Aoplus och familjen brokparasitsteklar. Inga underarter finns listade i Catalogue of Life.

## Bildgalleri

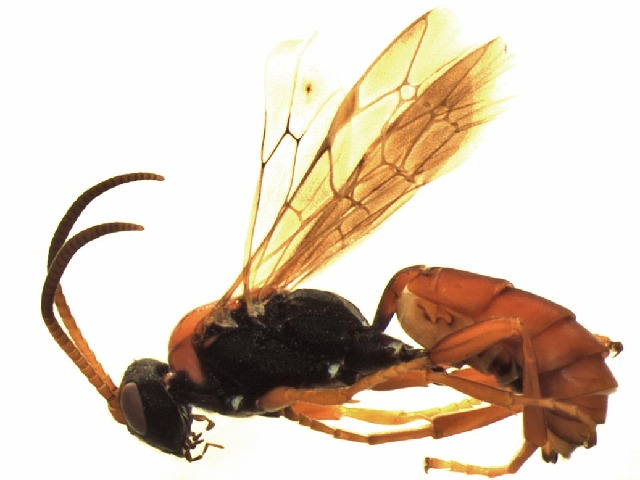